# Manfred Reese
Manfred Reese (* 9. August 1931 in Gliesmarode; † 6. März 2017 in Braunschweig) war ein deutscher Politiker (SPD). Er war von 1974 bis 1978 Abgeordneter im Landtag von Niedersachsen.
Reese besuchte die Volks- und die Mittelschule in Braunschweig, die er 1949 mit der Mittleren Reife beendete. Er absolvierte eine Verwaltungslehre bei der Stadtverwaltung Braunschweig und war bis 1957 als Beamter beschäftigt. Mitglied der ÖTV war er seit 1950, Mitglied der SPD seit 1955. Danach war er bis 1960 als Rechtssekretär beim Deutschen Gewerkschaftsbund tätig. Seit 1960 war er zunächst Fachsekretär für Angestellten- und Beamtenrecht in der Kreisverwaltung Braunschweig der Gewerkschaft ÖTV. Danach war er deren Zweiter Geschäftsführer. Ab 1968 war er Vorstandsmitglied des Gemeindeunfallversicherungsverbandes Braunschweig.
1968 zog Reese in den Rat der Stadt Braunschweig ein, dem er bis 1972 und erneut von 1981 bis 1991 angehörte. Bei der Landtagswahl 1974 wurde er als Direktkandidat über den Wahlkreis Braunschweig III in den Niedersächsischen Landtag gewählt. Er gehörte diesem in der achten Wahlperiode vom 21. Juni 1974 bis zum 20. Juni 1978 an.
Manfred Reese war verheiratet und hatte zwei Söhne.